# Бондарець Анастасія Віталіївна

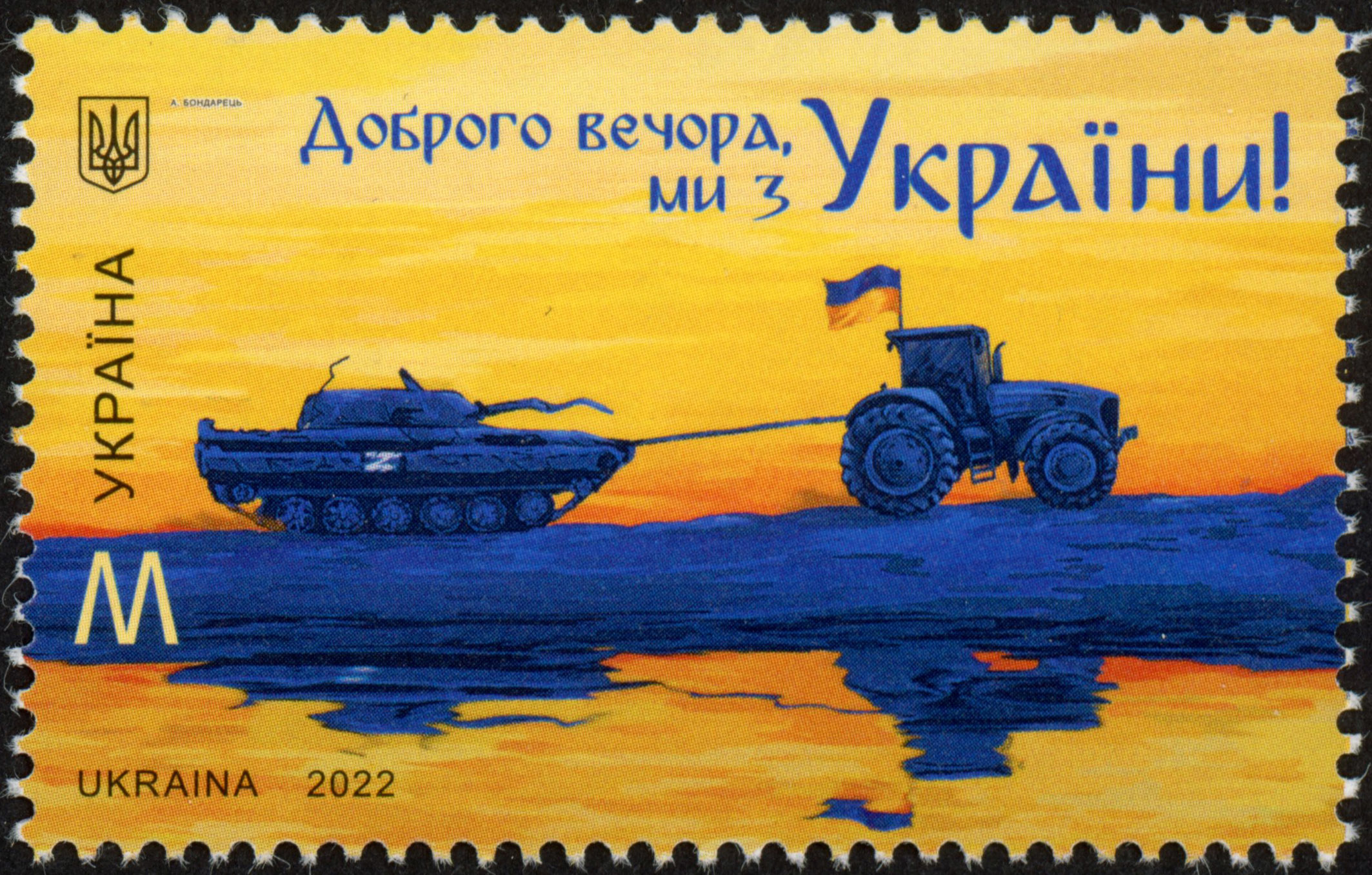
Поштова марка України (2022) за малюнком Анастасії Бондарець

Анастасія Віталіївна Бондарець (нар. м. Київ) — українська художниця, учителька. Переможець народного голосування за ескіз для поштової марки «Доброго вечора, ми з України» (2022).

## Життєпис
Закінчила Київську державну академію декоративно-прикладного мистецтва і дизайну імені Михайла Бойчука, факультету образотворчого мистецтва і дизайну Інституту мистецтв Київського університету імені Бориса Грінченка (магістр). Працювала учителькою малювання.
Нині — вихователька та керівник студій художнього рукоділля та інформаційних технологій Міжнародного ліцею Міжрегіональної академії управління персоналом.
Учасниця Всеукраїнської виставки «Щедрість рідної землі».

## Нагороди
- чвертьфіналістка міжнародного художнього конкурсу «Сльози щастя» від Оксфордського університету[2].